# Síndrome FOMO

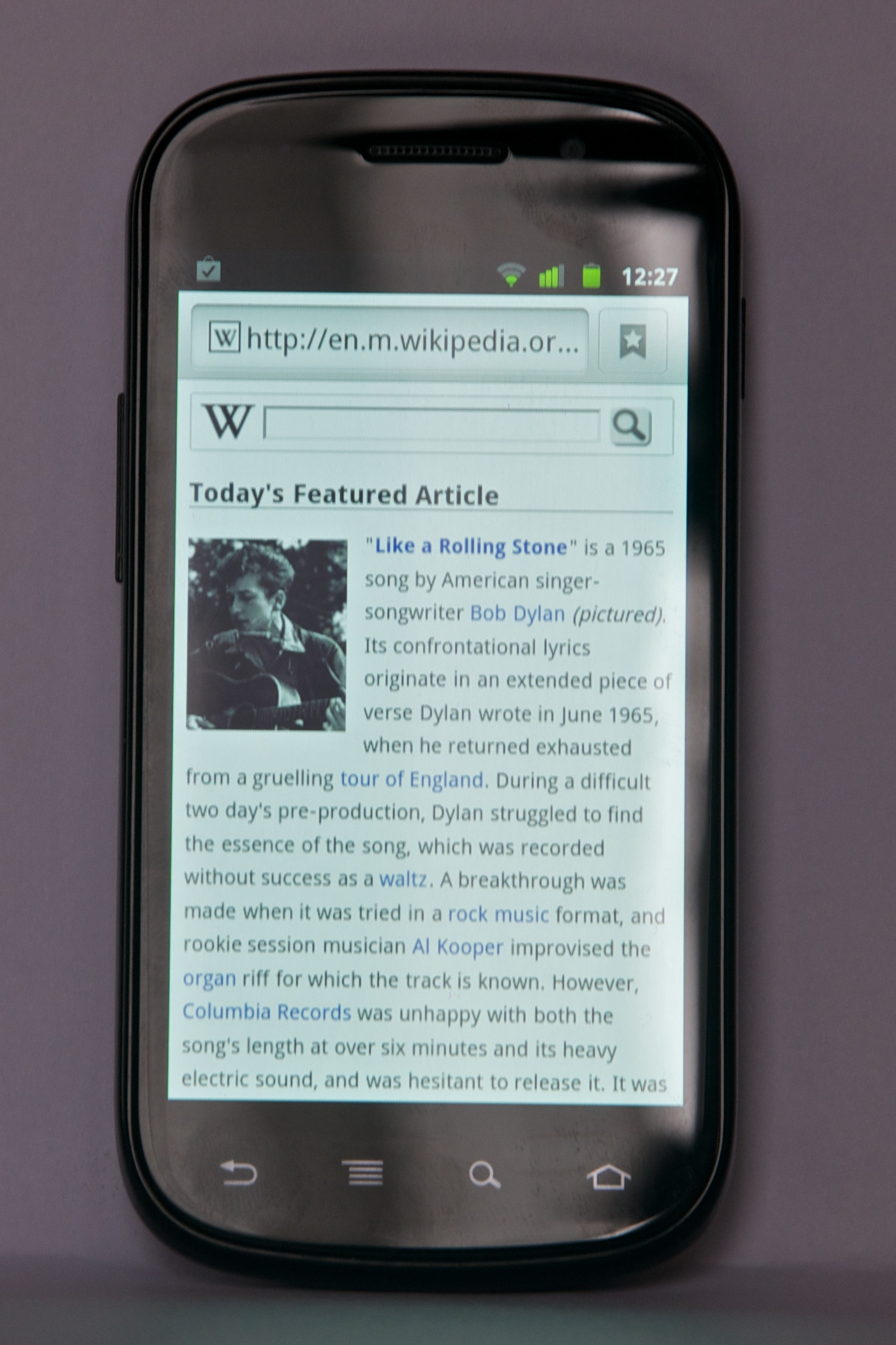
Los teléfonos inteligentes permiten a las personas estar en contacto continuo con su red social y profesional. Esto puede resultar en una verificación compulsiva de actualizaciones de estado y mensajes.

FOMO (del inglés fear of missing out, «temor a dejar pasar» o «temor a perderse algo») es una patología psicológica descrita como «una aprehensión generalizada a que otros puedan estar viviendo experiencias gratificantes de las que uno está ausente». Este tipo de ansiedad social se caracteriza por «un deseo de estar continuamente conectado con lo que otros están haciendo». FOMO también se define como un miedo al arrepentimiento, que puede llevar a una preocupación compulsiva de que uno pueda perder una oportunidad de interacción social, una experiencia novedosa, una inversión rentable u otros eventos satisfactorios.

## Marco teórico
La teoría de la autodeterminación afirma que el sentimiento de parentesco o conexión con los demás es una necesidad psicológica legítima que influye en la salud psicológica de las personas. En este marco teórico, FOMO puede entenderse como un estado autorregulador que surge de la percepción situacional o a largo plazo de que no se satisfacen las necesidades de uno.

## SigloXXI
Con el desarrollo de Internet, las experiencias sociales y comunicativas de las personas, originalmente en su mayoría cara a cara, se han ampliado para incluir mucho tiempo interactuando en las redes sociales. Por un lado, las tecnologías modernas (teléfonos móviles, dispositivos inteligentes) y los servicios de redes sociales (como Instagram, Facebook o Twitter) brindan una oportunidad única para que las personas se involucren socialmente con un menor «costo de admisión». Por otro lado, la comunicación mediada perpetúa una mayor dependencia de Internet.
Una dependencia psicológica de estar en línea podría provocar ansiedad cuando uno se siente desconectado, lo que lleva al temor de perderse o incluso el uso patológico de Internet. Como consecuencia, se percibe que el síndrome FOMO tiene influencias negativas en la salud psicológica y el bienestar de las personas porque podría contribuir al estado de ánimo negativo y sentimientos depresivos en las personas.
Casi dos tercios del total de usuarios de las redes sociales en el mundo lo padecen, la adicción a mantenerse actualizado en las redes sociales es proporcional al miedo que se siente al no poder hacerlo en tiempo real.

## Causas
- Mal uso de las redes sociales.
- La cantidad excesiva de información que se maneja en Internet y las redes sociales.
- Baja autoestima.
- Déficit de satisfacción en necesidades psicológicas.
- Soledad.

## Consecuencias
- Ansiedad,[10] depresión[10] o miedo.